# رافائله پالادینو
رافائله پالادینو (به ایتالیایی: Raffaele Palladino) بازیکن سابق و سرمربی کنونی فوتبال اهل ایتالیا است.